# Reit-im-Winkl-Schanzen
Die Reit-im-Winkl-Schanzen sind eine Schanzenanlage im oberbayerischen Reit im Winkl bestehend aus der Franz-Haslberger-Schanze (K 90) und den mit Matten belegten Steinbachschanzen (K 57, K 30, K 18).

## Geschichte
Der Wintersportverein Reit im Winkl e.V. wurde 1921 gegründet. In den Jahren 1923/24 wurde durch Bruno Biehler die erste Steinbach-Schanze, die Vorgängerin der heutigen Franz-Haslberger-Schanze, gebaut. In den 30er Jahren kam dann die große Zeit des Skispringers Franz Haslberger. Er gehörte der deutschen Nationalmannschaft an, war Olympiateilnehmer und erreichte als erster Reit im Winkler den Titel eines Deutschen Meisters im Skispringen. Nach ihm wurde die Steinbachschanze 1939 nach ihrer Vergrößerung auf 60 Meter benannt.
1982 wurde die K57 Steinbach-Mattenschanze ergänzt und mit einem internationalen Wettkampf eröffnet.
Diese internationalen Wettkämpfe wurden zu bedeutenden Weltcup-Veranstaltungen ausgebaut. So fanden bisher über 40 Weltcup-Veranstaltungen im Langlauf sowie in der Nordischen Kombination statt.
Die traditionsreiche Franz-Haslberger-Schanze wurde 1990 zu einer klassischen K90-Normalschanze ausgebaut. Allerdings konnten die Nordischen Junioren-Skiweltmeisterschaften Anfang März 1991 wegen eines ungewöhnlichen Schneemangels nur mit größtem Einsatz der Helfer durchgezogen werden. Dafür wurde die noch im Bau befindliche Schanze als zwischenzeitliche K86 zertifiziert, bis die Arbeiten 1995 abgeschlossen waren. 1992 wurden die beiden kleinen Mattenschanzen modernisiert. Ab 1993 fanden Wettbewerbe im Zuge des Löwenbräu Cup statt. In den 1990er Jahren wurden auch Wettkämpfe des Skisprung-Continental-Cups auf der Schanze ausgetragen. Bis zum Jahre 2004 war Reit im Winkl Austragungsort des Warsteiner Grand Prix von Deutschland. Inzwischen sind sowohl die Franz-Haslberger-Schanze als auch die größte der Steinbach-Schanzen außer Betrieb.

## Internationale Wettbewerbe

### Spezialspringen
Genannt werden alle von der FIS organisierten Wettbewerbe.
| Datum            | Kategorie       | Schanze | 1. Platz                                                      | 2. Platz                                                       | 3. Platz                                                            |
| ---------------- | --------------- | ------- | ------------------------------------------------------------- | -------------------------------------------------------------- | ------------------------------------------------------------------- |
| 7. März 1991     | Junioren-WM     | K 70    | TschechienMilan Kučera Tomáš Goder Roman Lukes David Jiroutek | Finnland Mika Laitinen Janne Väätäinen Riku Äyri Pekka Niemelä | FrankreichSebastien Frenot Grégory Renand Regis Bajard Xavier Arpin |
| 9. März 1991     | Junioren-WM     | K 70    | Martin Höllwarth                                              | Tomáš Goder                                                    | Damjan Fras                                                         |
| 3. Februar 1995  | Continental Cup | K 90    | Arve Vorvik                                                   | Ronny Hornschuh                                                | Werner Schernthaner                                                 |
| 12. Januar 1996  | Continental Cup | K 90    | Toni Nieminen                                                 | Ronny Hornschuh                                                | Tero Koponen                                                        |
| 13. Februar 1998 | Continental Cup | K 90    | Ronny Hornschuh                                               | Martin Zimmermann                                              | Ingemar Mayr                                                        |
| 29. Januar 1999  | Continental Cup | K 90    | Pekka Salminen                                                | Veli-Matti Lindström                                           | Wilfried Eberharter                                                 |
| 24. Januar 2009  | Alpencup        | HS 93   | Richard Freitag                                               | Thomas Thurnbichler                                            | Mario Innauer                                                       |
| 25. Januar 2009  | Alpencup        | HS 93   | Richard Freitag                                               | Florian Schabereiter                                           | Dejan Judež                                                         |

### Nordische Kombination
Genannt werden alle von der FIS organisierten Wettbewerbe.
| Datum             | Kategorie   | Disziplin          | 1. Platz                                              | 2. Platz                                         | 3. Platz                                                       |
| ----------------- | ----------- | ------------------ | ----------------------------------------------------- | ------------------------------------------------ | -------------------------------------------------------------- |
| 10. Januar 1987   | Weltcup     | Einzel K90/15 km   | Fredy Glanzmann                                       | Torbjørn Løkken                                  | Klaus Sulzenbacher                                             |
| 14. Januar 1989   | Weltcup     | Einzel K90/15 km   | Trond Arne Bredesen                                   | Hippolyt Kempf                                   | Klaus Sulzenbacher                                             |
| 6. Januar 1990    | Weltcup     | Einzel K90/15 km   | Klaus Sulzenbacher                                    | Allar Levandi                                    | Trond Einar Elden                                              |
| 7. März 1991      | Junioren-WM | Team K90/3 × 10 km | TschechoslowakeiMilan Kučera Zbyněk Pánek Jiří Hradil | NorwegenHenrik Brørs Evan Chiodera Halldor Skard | SowjetunionWaleri Stoljarow Aleksandr Gluchov Alexej Gachuokov |
| 9. März 1991      | Junioren-WM | Einzel K90/15 km   | Milan Kučera                                          | Jiří Hradil                                      | Markus Wüst                                                    |
| 11. Januar 1998   | Weltcup B   | Einzel K90/15 km   | Tsugiharu Ogiwara                                     | Sverre Rotevatn                                  | Andrea Cecon                                                   |
| 20. Dezember 1999 | Weltcup B   | Einzel K90/15 km   | Marko Baacke                                          | Ludovic Roux                                     | Kouji Takasawa                                                 |
| 5. Januar 2000    | Weltcup     | Einzelrennen       | Bjarte Engen Vik                                      | Samppa Lajunen                                   | Mario Stecher                                                  |
| 3. Januar 2001    | Weltcup     | Massenstart        | Bjarte Engen Vik                                      | Felix Gottwald                                   | Hannu Manninen                                                 |
| 5. Januar 2001    | Weltcup     | Sprint             | Ronny Ackermann                                       | Felix Gottwald                                   | Bjarte Engen Vik                                               |
| 7. Januar 2001    | Weltcup     | Einzelrennen       | Kristian Hammer                                       | Bjarte Engen Vik                                 | Ronny Ackermann                                                |
| 3. Januar 2002    | Weltcup     | Sprint K90/7,5 km  | Ronny Ackermann                                       | Felix Gottwald                                   | Samppa Lajunen                                                 |
| 2. Januar 2004    | Weltcup     | Sprint K90/7,5 km  | Magnus Moan                                           | Samppa Lajunen                                   | Todd Lodwick                                                   |